# مهند ناصر
مهند ناصر (عربی: مهند ناصر؛ زادهٔ ۱۳ ژوئیهٔ ۱۹۸۰) بازیکن فوتبال اهل عراق بود.
از باشگاه‌هایی که در آن بازی کرده‌است می‌توان به باشگاه ورزشی الطلبه، باشگاه ورزشی دهوک، و باشگاه ورزشی الزورا اشاره کرد.
وی همچنین در تیم ملی فوتبال عراق بازی کرده‌است.